# Farang
Farang és una pel·lícula francesa de 2023 dirigida per Xavier Gens. S'ha subtitulat al català.

## Sinopsi
En Sam és un reclús exemplar però, durant un permís, el passat l'atrapa i un accident només li deixa una opció: escapar. Cinc anys després, ha refet la seva vida a Tailàndia on forma la família amb què sempre ha somiat. Però en Narong, el padrí local, l'obliga a tornar a la delinqüència. La seva única manera de ser lliure serà venjar-se per tot allò que li han pres.

## Repartiment
- Nassim Lyes: Samir "Sam" Barda
- Olivier Gourmet: Narong
- Yothin Udomsanti: Kasem
- Vithaya Pansringarm: Hansa
- Sahajak Boonthanakit: Sombat
- Loryn Nounay: Mia
- Chananticha Tang-Kwa: Dara
- Alix Poisson: l'orientadora
- Patrick Ligardes: l'instructor de la presó

## Producció
El rodatge va tenir lloc entre el febrer i l'abril de 2022. Va tenir lloc durant una setmana a París i a la presó de Fresnes i 35 dies a Tailàndia, principalment a Phuket, Chanthaburi, Bangkok i al poble de Bang Chan.